# Dendrocygninae
Dendrocygninae, potporodica ptica, dio porodice Anatidae, red Anseriformes. Sastoji se od jednog ili dva roda Dendrocygna i Thalassornis, koji se ponekad klasificira u posebnu potporodicu Thalassorninae s tek jednom vrstom, Thalassornis leuconotus.

## Rodovi i vrste
- Dendrocygna
  - Dendrocygna arborea, antilska utva
  - Dendrocygna arcuata, tamnokapa utva
  - Dendrocygna autumnalis, crnotrba utva
  - Dendrocygna bicolor,  smeđa utva
  - Dendrocygna eytoni,  australska utva
  - Dendrocygna guttata,  bjelopjegava utva
  - Dendrocygna javanica,  indijska utva
  - Dendrocygna viduata, bjelolica utva

## Vanjske poveznice
|  | Zajednički poslužitelj ima stranicu o temi Dendrocygninae |
|  | Wikivrste imaju podatke o taksonu Dendrocygninae          |